# Cirripectes castaneus
Cirripectes castaneus är en fiskart som först beskrevs av Valenciennes, 1836.  Cirripectes castaneus ingår i släktet Cirripectes och familjen Blenniidae. Inga underarter finns listade i Catalogue of Life.